# سازند دالان
سازند دالان از سازندهای زمین‌شناسی ایران در زاگرس با سن پرمین بالایی است. سنگ‌های کربناته سازند دالان به عنوان بزرگترین مخزن گازدار در منطقه زاگرس و خلیج فارس به‌شمار می‌رود. این سازند بین سازندهای تخریبی فراقان در پایین و کربناته کنگان در بالا قرار گرفته‌است.
این سازند در «چاه دالان -۱» در حدود ۱۱۰ کیلومتری جنوب و جنوب غرب شیراز مورد مطالعه قرار گرفته‌است و شامل سه بخش است که جنس بخش‌های بالایی و پایینی آن کربناته و بخش میانی آن از رسوبات حاصل از تبخیر (تبخیری) است. در حال حاضر گاز مخزن دالان در میدان‌های پارس، نار، کنگان، آغار و سمند مورد بهره‌برداری قرار می‌گیرد.